# Espace urbain de Millau
L’espace urbain de Millau est un espace urbain français constitué autour de la ville de Millau (Aveyron). Par la population, c'est le 68° (numéro INSEE : 1L) des 96 espaces urbains français. 

## Caractéristiques
En l'occurrence, l'espace urbain de Millau est identique à son aire urbaine.